# Station Przecław Szprotawski
Station Przecław Szprotawski is een spoorwegstation in de Poolse plaats Przecław.